# 馬慧裕
馬慧裕（？—1816年10月13日），字朝羲，号朗山，漢軍正黃旗人，清朝政治人物。
乾隆三十六年（1771年）辛卯恩科进士。曾任河南布政使。嘉庆三年（1798年），宝丰、郏县民变兴起，掠夺汝州。布政使马慧裕负责驻守。嘉庆五年（1800年）七月，马慧裕上奏拿获传教首犯刘之协，解京诛杀。嘉庆十一年（1806年），河南巡抚马慧裕弹劾李亨特向属吏索贿不得，嘉庆帝命侍郎托津等前去调查，将李亨特夺官，发伊犁。马慧裕升任工部右侍郎。嘉慶十五年（1810年）六月辛丑，接替勒保，擔任工部尚書，七月，以徐端为南河河道总督，裁副总河。修改云梯关海口，命马慧裕督办。九月，以马慧裕为湖廣總督。由恭阿拉接任工部尚書。十二月，马慧裕上奏云梯关大工合龙，河归正道入海，得旨嘉奖。嘉庆二十一年五月辛卯（1816年6月7日），以马慧裕为左都御史，七月丁巳（9月1日）改任礼部尚书，八月己亥（10月13日）去世。